# Honalo
Honalo est une localité du comté d'Hawaï, à Hawaï, aux États-Unis d'Amérique.

## Démographie
| 2000  | 2010  | - | - | - | - |
| ----- | ----- | - | - | - | - |
| 2 183 | 2 423 | - | - | - | - |

Le recensement de 2010 a indiqué une population de 2 423 habitants.